# باشگاه فوتبال برازیلینزه
باشگاه فوتبال برازیلینزه (به پرتغالی: Brasiliense Futebol Clube) معمولاً با نام ساده برازیلینزه شناخته می‌شود، یک باشگاه حرفه‌ای برزیلی است که در تاگواتینگا، ناحیه فدرال واقع شده‌است.
این باشگاه که در سال ۲۰۰۰ تأسیس شد، در سری دی مسابقات فوتبال برزیل، سطح چهارم فوتبال برزیل، و همچنین در لیگ برتر فوتبال ایالتی فدرال رقابت می‌کند.
مهم‌ترین عناوین قهرمانی برازیلینزه یازده قهرمانی ایالتی، یک قهرمانی سری بی و یک قهرمانی سری سی است.

## تاریخچه
برازیلینزه در طول تاریخ کوتاه خود موفق به ثبت رکوردهایی در منطقه فدرال و در برزیل شد. این باشگاه در اولین حضور خود در جام حذفی برزیل، در سال ۲۰۰۲، جوان‌ترین فینالیست این رقابت‌ها شد. این اولین و تنها تیم منطقه فدرال بود که در بین تیم‌های برتر فوتبال، یک عنوان قهرمانی ملی را به چالش کشید. پس از حذف حریفان سنتی مانند نائوچیکو، فلومیننزه و اتلتیکو مینیرو، آنها در فینال مقابل اتلتیکو کورینتیانس نایب‌ قهرمان شدند. همچنین در سال ۲۰۰۲، این باشگاه اولین عنوان قهرمانی ملی خود، سری سی، را به دست آورد. دو سال بعد، با پیروزی در سری بی و صعود به سری آ، به بزرگترین افتخار خود تا به امروز دست یافت. با این حال، در مسابقات قهرمانی سری آ برزیل در سال ۲۰۰۵، برازیلینسه در رتبه آخر قرار گرفت و در سال ۲۰۰۶ به سری بی سقوط کرد. همچنین در سال ۲۰۰۵، این باشگاه به نیمه نهایی جان حذفی برزیل راه یافت و در مقابل قهرمان فلومیننزه شکست خورد.

## نمادها
رنگ‌های تیم فوتبال برازیلینزه سبز، زرد و سفید است که به رنگ‌های پرچم ناحیه فدرال اشاره دارد. نماد رسمی تیم تمساح است. پرچم از سه نوار زرد و دو نوار سفید تشکیل شده است که سپر رسمی روی آن قرار گرفته است. سرود توسط والتر کیروش ساخته شده است و اولین لباس همیشه شامل پیراهن، شورت و جوراب زرد بود. در سال ۲۰۰۸ یک صلیب نیز در لباس معرفی شد که اشاره به پرچم ناحیه فدرال دارد.

## رقیب‌ها
رقبای برازیلیزه، گاما و برازیلیا هستند. بزرگترین رقیب آنها گاما، باشگاه دیگری از ناحیه فدرال است که به دستاوردهای بزرگ ملی، مانند قهرمانی در سری بی مسابقات قهرمانی برزیل، دست یافته است. علاوه بر این، گاما و برازیلینزه محبوب‌ترین باشگاه‌ها در میان کارگران ساختمانی (اصطلاح عمومی که برای کارگران ساختمانی شاغل در ساخت برازیلیا استفاده می‌شود) هستند. این دربی ورده-آمارلو (سبز-زرد) نامیده می‌شود و معمولاً جمعیت قابل توجهی را به خود جذب می‌کند.

## ورزشگاه
ورزشگاه برازیلینزه سرخائو است که ۲۷٬۰۰۰ نفر گنجایش دارد. این تیم همچنین در ورزشگاه ملی مانه گارینشا بازی‌های خود را برگزار می‌کند.